# Richardis Sörvik
Brita Richardis Sörvik, född 29 juli 1893 i Helsingborg, död 26 september 1975 i Härlanda, Göteborg, var en svensk målare.
Hon var dotter till friherre Henrik Morgens Bogislav von Schwerin och friherrinnan Sigrid Amalie Sofia Barnekow och från 1918 gift med köpmannen Leif Mathias Sörvik. Hon var brorsdotter till Ingeborg Julia Rikardis von Schwerin. Sörvik studerade konst i Dresden och München. Hon medverkade i samlingsutställningar på Göteborgs konsthall. Hennes konst består av blomsterstilleben och hundporträtt utförda i olja eller akvarell. 